# 亚布力站
亚布力站，位于中华人民共和国黑龙江省哈尔滨市尚志市亚布力镇，是滨绥铁路上的火车站，建于1899年，由中国铁路哈尔滨局集团牡丹江车务段管辖，是三等站。

## 車站周邊
- 中国联通亚布力营业厅
- 中国邮政亚布力支局
- 亚布力公路客运站
- 亚布力林区基督教堂
- 中国电信亚布力支局营业厅
- 中国建设银行和平支行
- 中国农业银行亚布力支行
- 中国邮政储蓄银行和平路支行
- 中国信合兴业储蓄所
- 亚布力医院
- 亚布力中学